# Volodimir Makszimovics Levcsenko
Volodimir Makszimovics Levcsenko (ukránul: Володимир Максимович Левченко, oroszul: Владимир Максимович Левченко; Kijev, 1944. február 18. – Kijev, 2006. április) ukrán labdarúgó.

## Pályafutása

### Klubcsapatban
Volodimir Levcsenko egész pályafutását a Dinamo Kijev csapatában töltötte. Három alkalommal nyert szovjet bajnoki címet, két alkalommal pedig kupagyőzelmet ünnepelhetett. 
1971. május 13-án autóvezetés közben súlyos balesetet szenvedett, és bár túlélte azt, pályafutását be kellett fejeznie. 2006 áprilisában hunyt el.

### A válogatottban
1968-ban 3 alkalommal szerepelt a szovjet válogatottban. Részt vett az 1968-as Európa-bajnokságon.

## Sikerei, díjai
Dinamo Kijiv
- Szovjet bajnok (3): 1966, 1967, 1968
- Szovjet kupa (2): 1964, 1966